# José Francisco Gómez Tanco
José Francisco Gómez Tanco, conegut com a Tanco (Valverde de Leganés, Badajoz, 2 d'abril de 1953), és un exfutbolista espanyol que jugava com a Defensa.

## Clubs[3]
| Club              | País      | Any       |
| ----------------- | --------- | --------- |
| Rayo Vallecano    | Espanya   | 1972-1973 |
| Cadis CF          | Espanya   | 1973-1976 |
| Rayo Vallecano    | Espanya   | 1976-1980 |
| A. D. Almería     | Espanya   | 1980-1981 |
| C. E. Sabadell FC | Catalunya | 1981-1985 |